# Donatus Akpan
Donatus Edet Akpan (ur. 7 sierpnia 1952 w Ikot Ada Utor) – nigeryjski duchowny katolicki, biskup Ogoja od 2017.

## Życiorys

### Prezbiterat
Święcenia kapłańskie przyjął 12 października 1985 i został inkardynowany do diecezji Ikot Ekpene. Po święceniach został nauczycielem w niższym seminarium w Afaha Obong, a w latach 1987–1989 studiował na Uniwersytecie Nigerii. Od 1989 pracował duszpastersko jako misjonarz fidei donum w parafiach na terenie archidiecezji Abudży. W latach 1991–1994 kierował archidiecezjalnym niższym seminarium w Kuje.

### Episkopat
9 kwietnia 2017 papież Franciszek mianował go biskupem ordynariuszem Ogoja. Sakry biskupiej udzielił mu 7 lipca 2017 metropolita Calabaru - arcybiskup Joseph Ekuwem.